# Lista de cidades na Colômbia

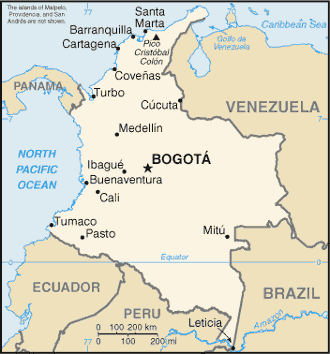
Mapa da Colômbia

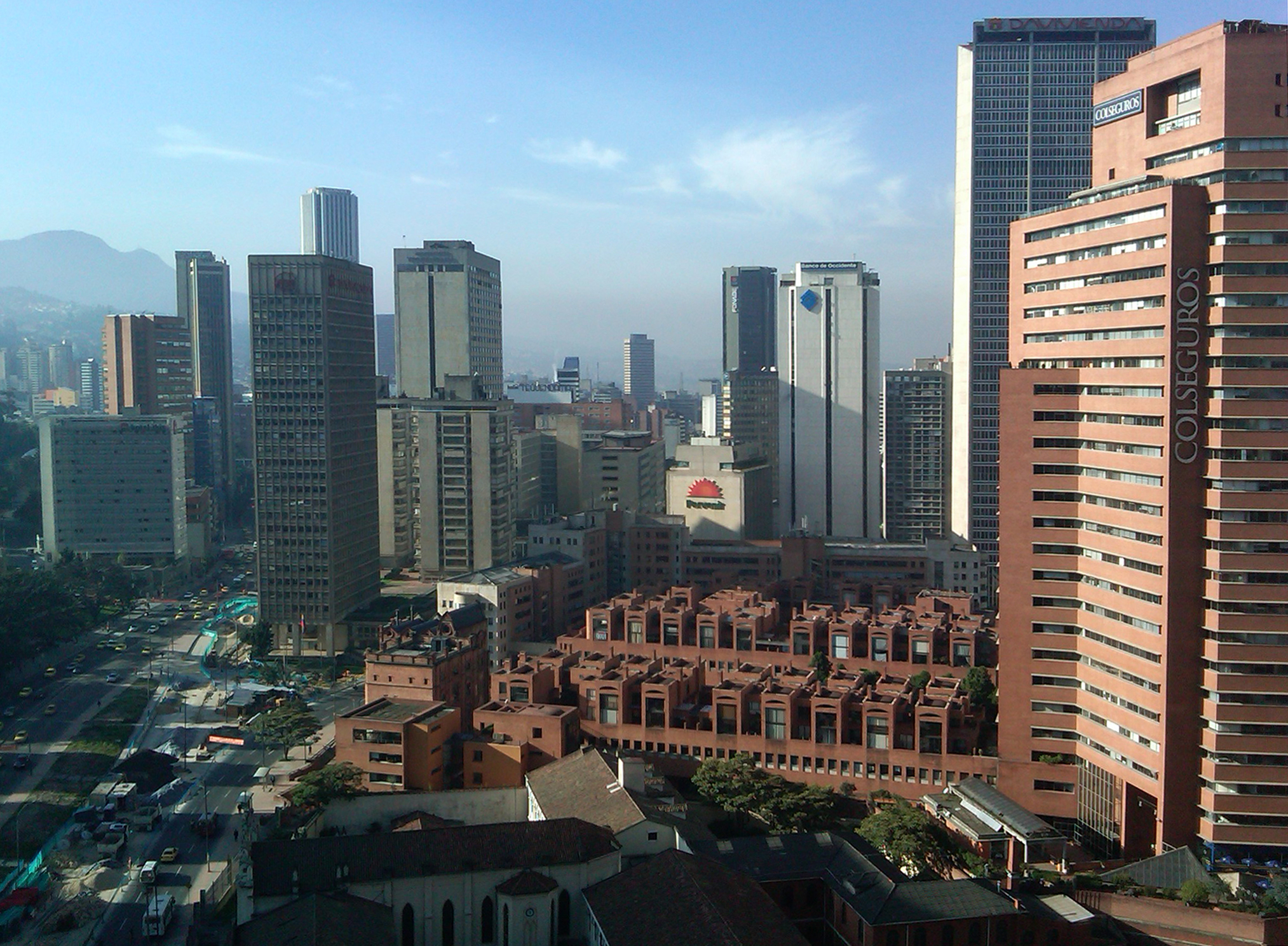
Bogotá, Capital da Colômbia

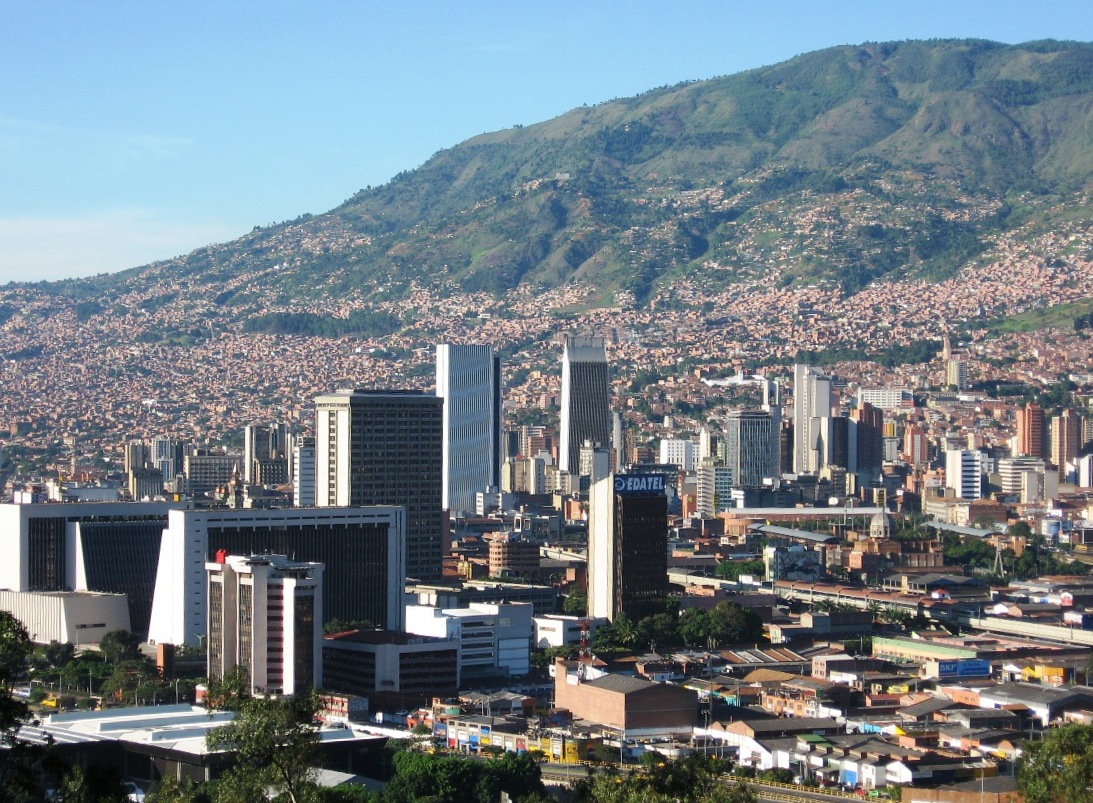
Medellín

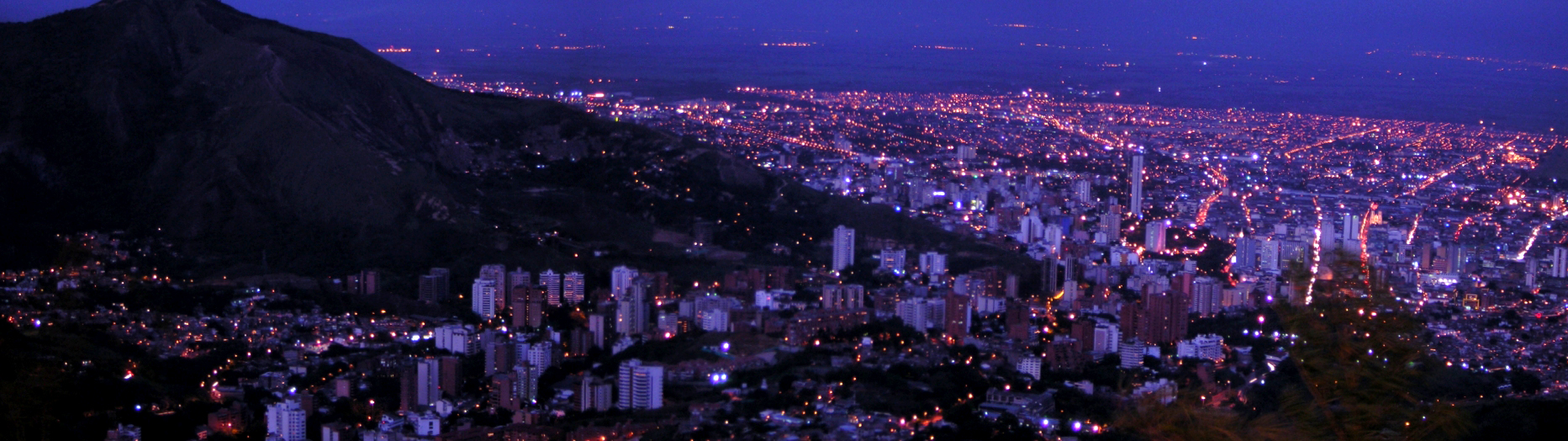
Cáli

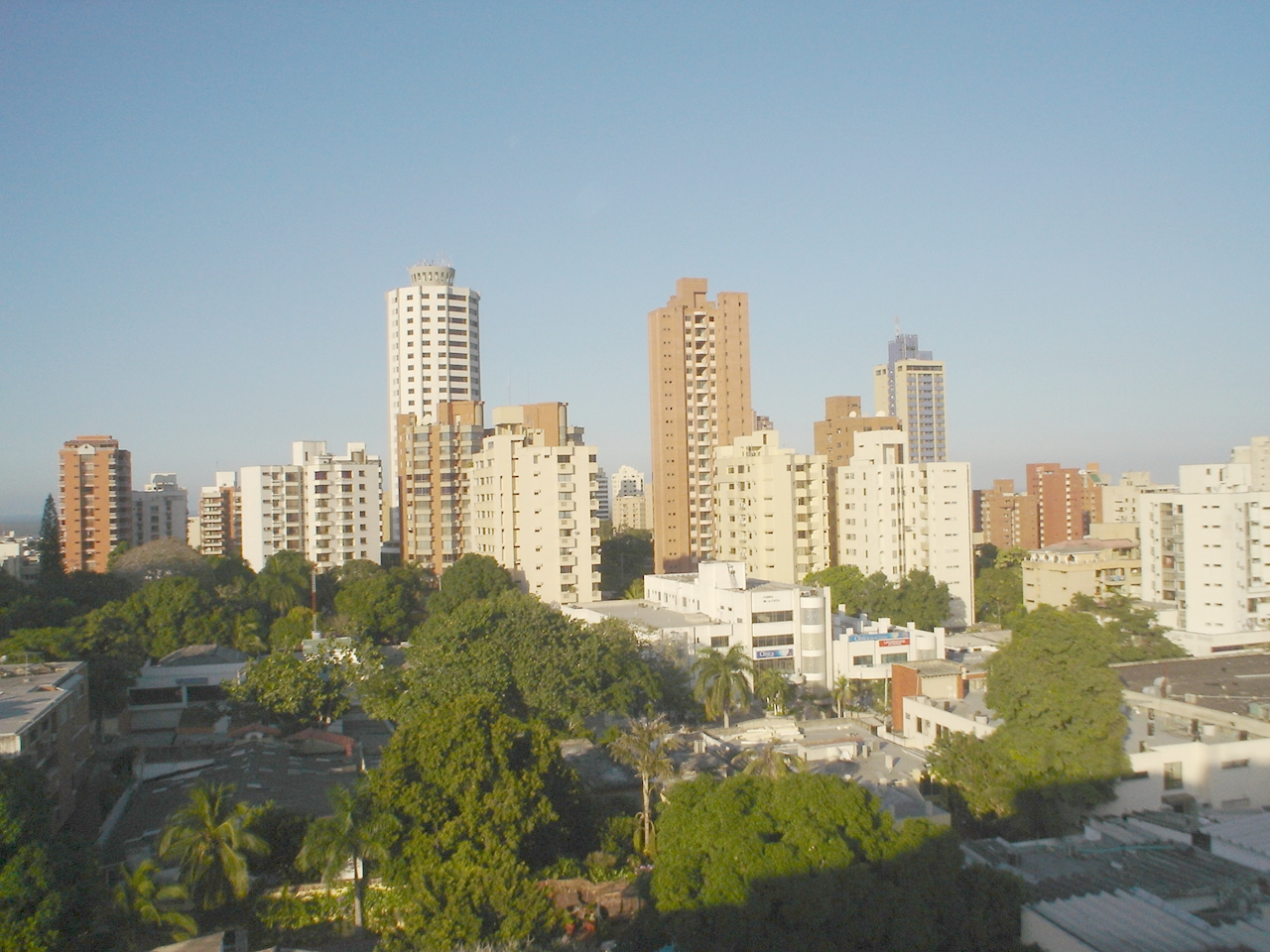
Barranquilla

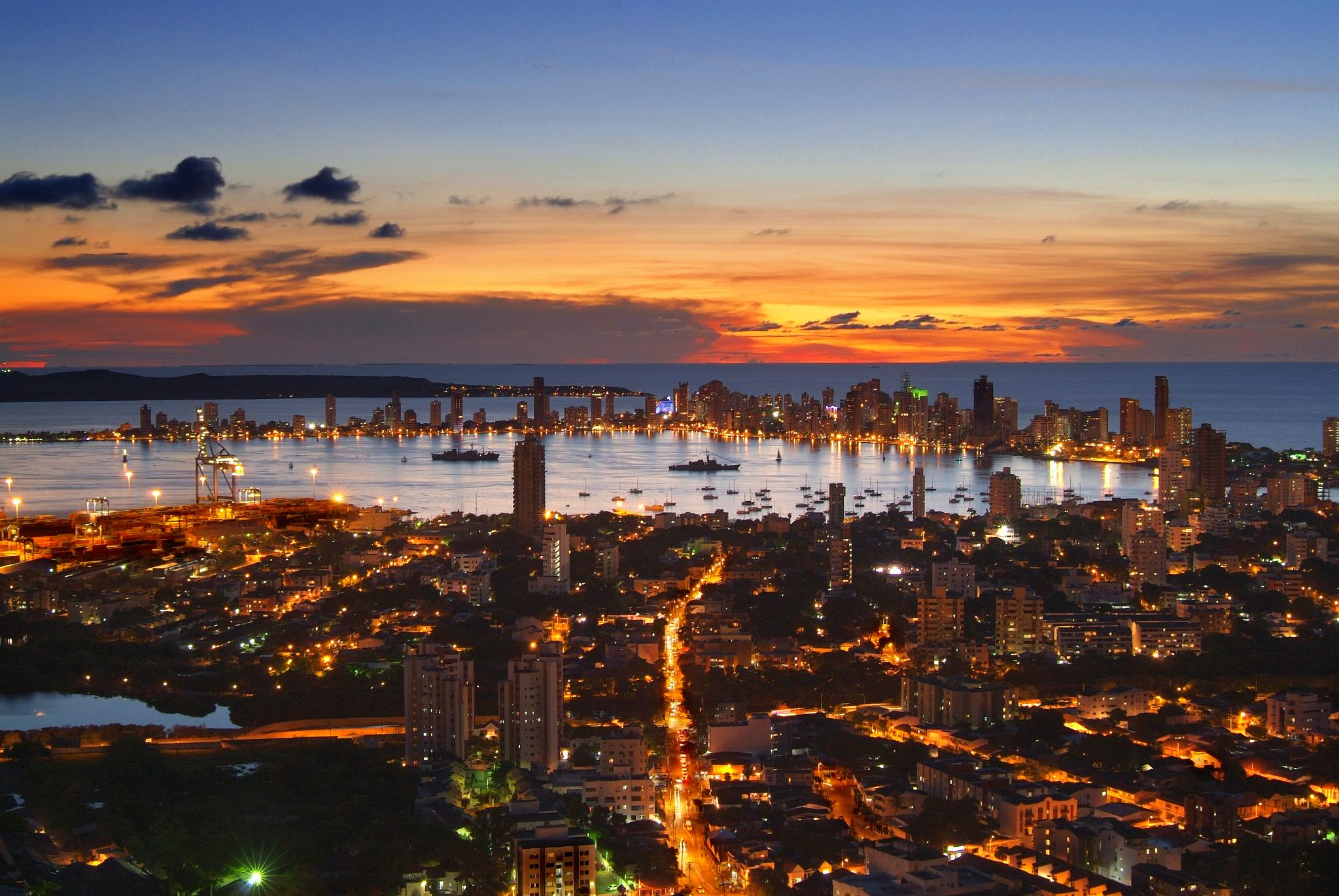
Cartagena das Índias

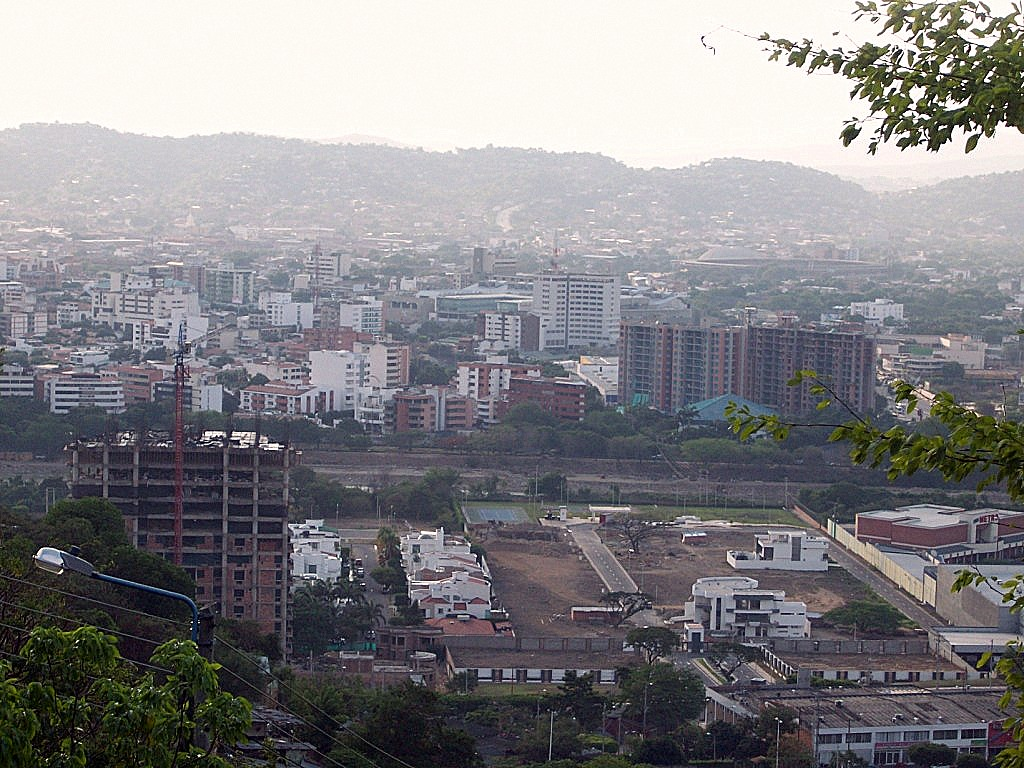
Cúcuta

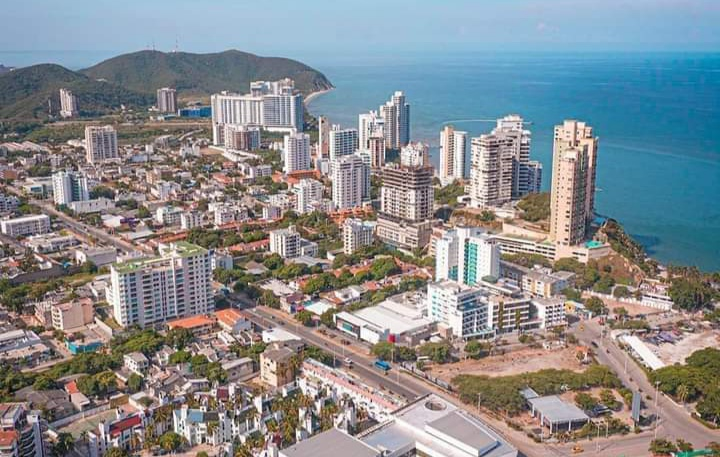
Santa Marta

Esse artigo lista as cidades e vilas na Colômbia acima de 100.000 habitantes, segundo o censo de 2015, comparado com o censo de 2005. A cidade que é apresentada em negrito é a capital do seu departamento.
| Posição | Cidade               | População (2015) | População | Departamento       |
| ------- | -------------------- | ---------------- | --------- | ------------------ |
| 1       | Bogotá               | 7.027.129        | 6.840.116 | Distrito Capital   |
| 2       | Medellín             | 2.498.303        | 2.214.494 | Antioquia          |
| 3       | Cáli                 | 2.260.276        | 2.119.908 | Valle del Cauca    |
| 4       | Barranquilla         | 1.233.728        | 1.146.359 | Atlántico          |
| 5       | Cartagena das Índias | 925.021          | 892.545   | Bolívar            |
| 6       | Cúcuta               | 596.138          | 587.676   | Norte de Santander |
| 7       | Ibagué               | 539.218          | 498.401   | Tolima             |
| 8       | Bucaramanga          | 524.559          | 516.512   | Santander          |
| 9       | Soledad              | 486.136          | 461.851   | Atlántico          |
| 10      | Pereira              | 457.080          | 443.554   | Risaralda          |
| 11      | Santa Marta          | 442.297          | 415.270   | Magdalena          |
| 12      | Soacha               | 421.315          | 402.007   | Cundinamarca       |
| 13      | Pasto                | 390.603          | 382.618   | Nariño             |
| 14      | Villavicêncio        | 379.289          | 380.222   | Meta               |
| 15      | Manizales            | 376.544          | 379.972   | Caldas             |
| 16      | Bello                | 374.029          | 371.591   | Antioquia          |
| 17      | Montería             | 373.975          | 378.970   | Córdoba            |
| 18      | Valledupar           | 352.121          | 354.449   | Cesar              |
| 19      | Buenaventura         | 328.103          | 328.794   | Valle del Cauca    |
| 20      | Neiva                | 312.578          | 316.033   | Huila              |
| 21      | Palmira              | 279.501          | 284.470   | Valle del Cauca    |
| 22      | Armênia              | 267.033          | 280.930   | Quindío            |
| 23      | Popayán              | 252.441          | 257.512   | Cauca              |
| 24      | Floridablanca        | 240.127          | 254.683   | Santander          |
| 25      | Sincelejo            | 226.984          | 237.618   | Sucre              |
| 26      | Itagüí               | 224.014          | 235.016   | Antioquia          |
| 27      | Barrancabermeja      | 183.548          | 190.058   | Santander          |
| 28      | Tuluá                | 179.953          | 187.275   | Valle del Cauca    |
| 29      | Dosquebradas         | 177.525          | 179.301   | Risaralda          |
| 30      | Envigado             | 171.068          | 174.108   | Antioquia          |
| 31      | Riohacha             | 166.963          | 167.865   | Guajira            |
| 32      | Tumaco               | 159.228          | 160.034   | Nariño             |
| 33      | Tunja                | 146.631          | 154.096   | Boyacá             |
| 34      | Florencia            | 138.418          | 143.871   | Caquetá            |
| 35      | Girón                | 126.731          | 135.791   | Santander          |
| 36      | Apartadó             | 126.330          | 131.405   | Antioquia          |
| 37      | Turbo                | 125.399          | 121.919   | Antioquia          |
| 38      | Cartago              | 119.418          | 124.831   | Valle del Cauca    |
| 39      | Maicao               | 110.941          | 123.757   | Guajira            |
| 40      | Magangue             | 106.420          | 121.515   | Bolívar            |
| 41      | San Estanislao       | 102.304          | 98.323    | Bolívar            |